# بيتر ديفين (مبارز بالسيف)
بيتر ديفين (بالإنجليزية: Peter Devine)‏ هو مبارز بالسيف أمريكي، ولد في 7 مايو 1976 في نيويورك في الولايات المتحدة.

## وصلات خارجية
- بيتر ديفين على موقع أوليمبيديا (الإنجليزية)